# Oscar Riesebeek
Oscar Riesebeek (Ede, 23 december 1992) is een Nederlands wielrenner.

## Carrière
Riesebeek werd in 2011 als belofte opgenomen in het Rabobank Continental Team. Hier verbleef hij twee seizoenen. Tussen 2013 en 2016 reed hij voor het Metec-TKH Continental Cyclingteam. In zijn laatste jaar behaalde hij zijn grootste overwinning tot nu toe, de Sluitingsprijs Zwevezele. Zijn beste resultaat in 2017 was een zesde plaats in de Omloop Mandel-Leie-Schelde. In 2018 boekte Riesebeek enkele mooie ereplaatsen zoals de derde plaats in de Vierdaagse van Duinkerke na Dimitri Claeys. In de Heuvelklassiekers zoals de Brabantse Pijl en de Amstel Gold Race kon hij zich plaatsen in de top 25 van het klassement. Met zijn 21ste plaats in de Amstel Gold Race was hij de beste Nederlander.
In de vijftiende etappe van de Ronde van Italië 2021 kwam hij na een lange vlucht net tekort in een sprint tegen medevluchter Victor Campenaerts. Oscar Riesebeek was de eerste wielrenner die werd geschorst volgens het op 1 januari 2025 ingevoerde gele kaartensysteem, nadat hij in de Ronde van België van 2025 twee maal buiten de weg om langs het peloton naar voren probeerde te rijden.

## Overwinningen
2009
Eindklassement GP Rüebliland
2010
1e etappe Ronde van het Münsterland, Junioren
2e etappe Luik-La Gleize
2013
Sluitingsprijs Zwevezele
2014
1e etappe Ronde van Slowakije (ploegentijdrit)
2016
Omloop der Kempen
2020
4e etappe Ronde van de Slag om Warschau
Eindklassement Ronde van de Slag om Warschau
2022
Dwars door het Hageland

## Resultaten in voornaamste wedstrijden
| Jaar | Ronde van Italië | Ronde van Frankrijk | Ronde van Spanje |
| ---- | ---------------- | ------------------- | ---------------- |
| 2017 |                  |                     |                  |
| 2018 |                  |                     |                  |
| 2019 |                  |                     |                  |
| 2020 |                  |                     |                  |
| 2021 | 104e             |                     |                  |
| 2022 | 113e             |                     |                  |
| 2023 | opgave           |                     |                  |
| 2024 |                  |                     | 130e             |
| 2025 |                  |                     |                  |

| Jaar | Milaan-San Remo | Gent-Wevelgem | Ronde van Vlaanderen | Parijs-Roubaix | Amstel Gold Race | Luik-Bast.‑Luik | Brabantse Pijl | Omloop Het Nieuwsblad | Strade Bianche |  | WK op de weg |  | Wereldranglijsten |
| ---- | --------------- | ------------- | -------------------- | -------------- | ---------------- | --------------- | -------------- | --------------------- | -------------- |  | ------------ |  | ----------------- |
| 2017 |                 |               |                      |                | 120e             | 141e            | 34e            |                       |                |  |              |  |                   |
| 2018 |                 |               |                      |                | 21e              |                 | 17e            |                       |                |  |              |  |                   |
| 2019 |                 |               |                      |                | 97e              |                 | 52e            |                       |                |  |              |  | 279e (UWR)        |
| 2020 | 143e            | 69e           |                      |                |                  |                 |                |                       |                |  |              |  | 509e (UWR)        |
| 2021 |                 | 40e           | opgave               |                | 99e              |                 | 9e             | 70e                   |                |  | opgave       |  |                   |
| 2022 |                 |               |                      |                |                  |                 |                |                       |                |  |              |  |                   |
| 2023 |                 |               |                      |                |                  |                 |                | 89e                   | 127e           |  | opgave       |  |                   |
| 2024 |                 |               | opgave               | buit.tijd      | opgave           | opgave          |                | 131e                  | opgave         |  | opgave       |  |                   |
| 2025 | 167e            |               |                      | opgave         | opgave           |                 |                | 127e                  |                |  |              |  |                   |

### Resultaten in kleinere rondes
| Jaar | Tour Down Under | Parijs-Nice | Tirreno-Adriatico | Ronde van Catalonië | Ronde van het Baskenland | Ronde van Romandië | Ronde van Zwitserland | Ronde van Polen | Benelux Tour |
| ---- | --------------- | ----------- | ----------------- | ------------------- | ------------------------ | ------------------ | --------------------- | --------------- | ------------ |
| 2017 |                 |             |                   | opgave              |                          |                    |                       |                 |              |
| 2018 |                 |             |                   |                     |                          |                    |                       |                 |              |
| 2019 |                 |             |                   | 89e                 |                          |                    |                       |                 | 84e          |
| 2020 |                 |             |                   |                     |                          |                    |                       |                 | 67e          |
| 2021 |                 | 72e         |                   |                     |                          |                    |                       |                 | 22e          |
| 2022 |                 |             |                   |                     |                          |                    |                       |                 |              |
| 2023 | 95e             |             | 143e              | opgave              | opgave                   |                    |                       | opgave          |              |
| 2024 |                 |             | 124e              |                     |                          | 113e               | 115e                  |                 |              |
| 2025 |                 | 112e        |                   |                     |                          |                    |                       |                 |              |

## Ploegen
- 2011 –  Rabobank Continental Team
- 2012 –  Rabobank Continental Team
- 2013 –  Metec-TKH Continental Cyclingteam
- 2014 –  Metec-TKH Continental Cyclingteam
- 2015 –  Metec-TKH Continental Cyclingteam p/b Mantel
- 2016 –  Metec TKH Continental Cyclingteam p/b Mantel
- 2017 –  Roompot-Nederlandse Loterij
- 2018 –  Roompot-Nederlandse Loterij
- 2019 –  Roompot-Charles
- 2020 –  Alpecin-Fenix
- 2021 –  Alpecin-Fenix
- 2022 –  Alpecin-Fenix
- 2023 –  Alpecin-Deceuninck
- 2024 –  Alpecin-Deceuninck
- 2025 –  Alpecin-Deceuninck

Asselman ·
van Baarle ·
Bol ·
Boskamp ·
Bovenhuis ·
Bulgaç ·
Dennis ·
Dumoulin ·
Goos ·
Hofland ·
Kelderman ·
Kreder · 
van der Lijke ·
Markus ·
Olivier ·
Riesebeek ·
Sinkeldam
van Baarle ·
Boskamp ·
Bovenhuis ·
Goos ·
Hofland ·
Huizenga ·
Kreder (tot 31/07) · 
van der Lijke ·
van Poppel ·
Megens ·
Minnaard ·
Olivier ·
Riesebeek ·
Slik ·
Tusveld ·
Zabel ·
Zepuntke
Ariesen · Asselman · Budding · van Empel · van Ginneken · van Goethem · van der Hoorn · Kreder · Ligthart · van der Lijke · Looij · Meijers · Mouris · Reinders · Riesebeek · Tusveld · Vermeltfoort · de Vries · Weening
Ariesen · Asselman · Budding · van Empel · Gerts · van Ginneken · van Goethem · de Greef · van der Hoorn · Ligthart · van der Lijke · Meijers · Reinders · Riesebeek · van Schip · Vermeltfoort · Weening · Wippert
Asselman · Boom · De Bie · De Witte · Duijn · M. Lammertink · Leysen · Livyns · Reinders · Riesebeek · Steels · Timmermans · Van Ginneken · Van der Lijke · Van Poppel · van Schip · Van Staeyen · Weening
Anderson · Bayer · De Bondt · del Carmen Alvarado · De Tier · De Vreese · Dillier · Eibl · Jans · Janssens · Krieger · Leysen · Meisen · Merlier · Meurisse · Modolo · Philipsen · Pieterse · Planckaert · Richardson · Rickaert · Riesebeek · Sbaragli · Sweeck · Taminiaux · Thwaites · Tulett · Vakoč · D. van der Poel · M. van der Poel · Vergaerde · Vermeersch · Vervaeke · Vine · Walsleben
Anderson · Ballerstedt · Bax · Bayer · De Bondt · De Tier · Dillier · Gaze · Gogl · Janssens · Krieger · Leysen · Mareczko · Merlier · Meurisse · Oldani · Philipsen · Planckaert · Rickaert · Riesebeek · Sbaragli · Stannard · Taminiaux · Thwaites · Van Den Bossche · D. van der Poel · M. van der Poel · Van Keirsbulck · Vermeersch · Vermote · Vine
Ballerstedt · Bayer · Conci · De Bondt · Dillier · Gaze · Ghys · Gogl · Groves · Hermans · Janssens · Kragh Andersen · Krieger · Leysen · Mareczko · Meurisse · Oldani · Osborne · Philipsen · Planckaert · Plowright · Rickaert · Riesebeek · Sbaragli · Sinkeldam · Stannard · Taminiaux · Van Den Bossche · van der Poel  · Vermeersch
Ballerstedt · Bayer · Boven · Conci · Dillier · Gaze · Ghys · Gogl · Groves · Hermans · Hollmann · Janssens · Kielich · Kragh Andersen · Laurance · Leysen · Meurisse · Osborne · Philipsen · Planckaert · Plowright · Rickaert · Riesebeek · Sinkeldam · Uhlig · Van Den Bossche · van der Poel  · Van Tricht · Vergallito · Vermeersch
Bayer · Boven · Debruyne · Dehairs · Del Grosso · Dillier · Gaze · Ghys · Glivar · Gogl · Groves · Hermans · Hollmann · Janssens · Kielich · Meurisse · Philipsen · Planckaert · Plowright · Price-Pejtersen · Rickaert · Riesebeek · Uhlig · Van Den Bossche · van der Poel · Van Tricht · Vergallito · Vermeersch